# Fish Chum
Fish Chum ou simplesmente Chum é uma prática usada na pescaria que se define em usar iscas feitas normalmente do intestino e outras vísceras do salmão ou de outros peixes dependendo do tipo da água e região, essas iscas emitem odores que atraem outros peixes na determinada localização, o que contribui na pescaria, onde Chum pode ser vendido de diferentes formas; como em blocos congelados, carcaças, óleos especiais, iscas enlatadas, caranguejos, moluscos, camarões entre outros, onde pode ser usar diferentes alimentos, como isca.
Onde normalmente se usa iscas frescas e em temperatura ambiente, onde também pode ser fazer iscas caseiras, onde normalmente as iscas caseiras são feitas de carne dos peixes da região que normalmente se pesca, onde os ingredientes de Fish Chum podem ser resumidos em 3 classes; 
- Os ingredientes principais podem ser usados sozinhos na receita dependendo da receita, mas podem ser acompanhadas com outros ingredientes.[4]
- Os intensificadores são aditivos alimentares que funcionam como flavorizantes que ajudam à atrair os peixes e tornando a mistura mais eficiente, onde os intensificadores podem variar dependendo do peixe à ser pescado.[5][6]
- Os aglutinantes são usados para manter a mistura da isca unida, o aglutinante também ajuda à dispersar o aroma do intensificador na água por mais tempo e também fazer a mistura e também ajuda a mistura afundar sobre a coluna de água.[7]